# Yoshio Kōno
Yoshio Kōno (jap. 河野 芳男 Kōno Yoshio; ) – japoński zapaśnik walczący w stylu wolnym. Olimpijczyk z Los Angeles 1932, gdzie odpadł w eliminacjach, w wadze półśredniej.
Absolwent Universytetu Meiji.

## Letnie Igrzyska Olimpijskie 1932
| Konkurencja      | Rundy eliminacyjne     | Rundy eliminacyjne         | Klas. końcowa |
| Konkurencja      | Przeciwnik I           | Przeciwnik II              | Miejsce       |
| ---------------- | ---------------------- | -------------------------- | ------------- |
| 72 kg styl wolny | Danny McDonald (CAN) P | Eino Aukusti Leino (FIN) P | II runda      |